# Corigliano Calabro
Corigliano Calabro város Olaszország Calabria régiójában, Cosenza megyében.

## Fekvése
A megye nyugati részén fekszik, a Jón-tenger partján. Határai: Acri, Cassano all’Ionio, Longobucco, Rossano, San Cosmo Albanese, San Giorgio Albanese és Spezzano Albanese.

## Története
A települést a 10. század elején alapították ortodox szerzetesek. 977-ben a szaracénok foglalták el rövid időre, majd 1073-ban Robert Guiscard normann csapatai, akik megépítették első erődítményét. A 12. század második felétől 1616-ig a Sanseverino család birtokolta. A középkorban a Szicíliai- majd a Nápolyi Királyság egyik feuduma volt. A 12. század során nagyszámú zsidó közösség telepedett meg. 1863-ban vált önállóvá. Területén találhatók Magna Graecia egyik legjelentősebb városának, Thurioinak romjai.

## Népessége
A népesség számának alakulása:

## Főbb látnivalói
- az ókori Thurioi romjai
- a normannok által épített Castello Ducale (hercegi vár)
- az 1493-ban épült karmelita kolostor
- a 15. századi Sant’Antonio-templom
- a 15. századi San Pietro-templom
- a 18. századi Santa Chiara-templom